# Anton Ofenböck

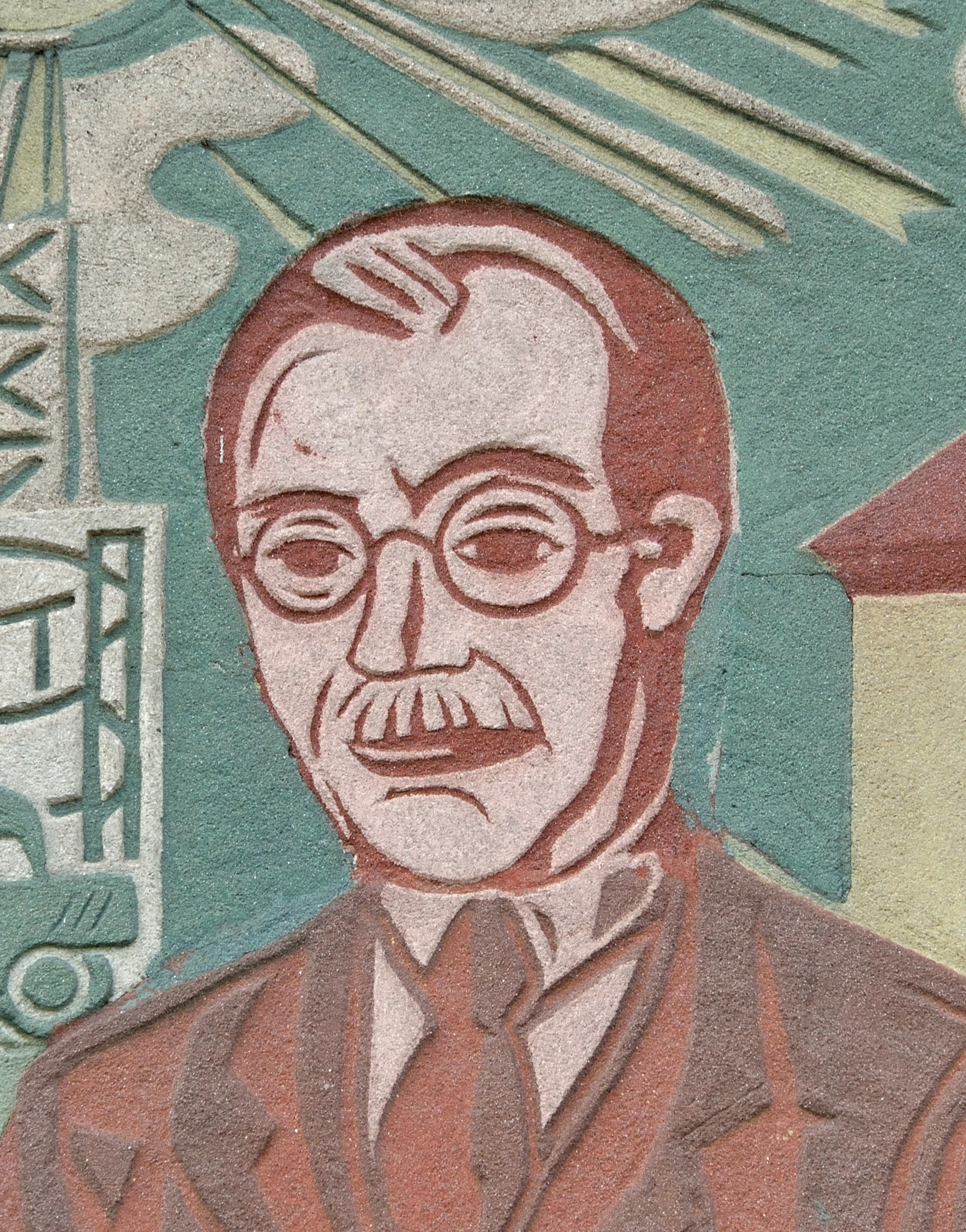
Sgraffito (Ausschnitt) an der Wohnhausanlage Anton Ofenböck in Wiener Neustadt

Anton Ofenböck (* 27. August 1874 in Wiener Neustadt; † 15. September 1952 ebenda) war ein österreichischer Politiker.

## Schulen und Berufe
Anton Ofenböck wurde in der Lederergasse 4 von Wiener Neustadt geboren, als lediges Kind einer Bedienerin neben einer Großmutter als Wäscherin, also in ein sehr armes Verhältnis hinein. Zum Vater Anton Reiter, es gibt einen Brief von ihm an den Sohn, gibt das Taufbuch und der Taufschein der Pfarre Neukloster keine Auskunft. Bereits als Kind verdiente er als Zigaretten- und Zigarrenbub im Wiener Neustädter Brauhaus ein Zubrot für die Familie, was wiederum zu einer Anzeige eines Lehrers beim Stadtschulrat führte, weil so eine Tätigkeit sich unsittlich auswirken kann, worauf Ofenböck strafweise angehalten wurde, in der Pfarrkirche zu ministrieren.
Ofenböck besuchte ab 1880 die Volksschule, ab 1885 die Bürgerschule. Nach der Schule begann Ofenböck eine Lehre zum Modelltischler in der Seidengasse 29 in Wien bei Johann Schreiber und arbeitete im Prater nebenberuflich als Kellner, um seine Lehre zu finanzieren. Mit dem Lehrherrn und der Frau Meister gab es viele Konflikte, Ofenböck ist insgesamt dreimal von der Lehrstelle ausgerissen, und erreichte damit auch den Erfolg, dass die Lehrzeit um ein Jahr kürzer wurde.
Wanderjahre nach der Lehre im Ausland wurden ihm 1891 staatlich nicht genehmigt, wurde ihm nur für Österreich-Ungarn genehmigt, damit er dem Militär zur Verfügung steht. Seine Walz ging nach Triest,  dort entstand sein Plan, doch ins Ausland zu gehen und er ging nach Italien und gelangte bis Genua, dann nach Rom, und wurde dann durch die Behörden nach Österreich-Ungarn bis Wiener Neustadt abgeschoben.
1892 arbeitete Ofenböck als Tischler in Pressbaum nächst Purkersdorf, dann in Waidhofen an der Ybbs. Dann startete er wieder Wanderjahre, über Oberbayern, Vorarlberg, Tirol, Meran, Mailand, und am 1. Februar 1893 nach Frankreich bis nach Toulon, von dort abgeschoben per Schiff bis Triest, wo sein Freund Josef Gulik erkrankte und in ein Krankenhaus in Gottschee eingeliefert wurden, und vermutlich ebendort verstarb. Ofenböck, auch erkrankt, lag im Krankenhaus der Barmherzigen Brüder in Agram, wo er teils auch Dienste eines Krankenpflegers ausübte.
Ofenböck arbeitete einige Zeit als Bodenleger J. Kavuric-Jendris in Agram und übersiedelte im Mai 1893 nach Wien und arbeitete dann als Modelltischler bei der Buchdruckmaschinenfabrik Kaiser in Landstraße, später in der Landwirtschaftsmaschinenfabrik Herda in der Leopoldstadt. Dort mit der Gewerkschaft in Verbindung gekommen, ging Ofenböck als Arbeiter nach Wiener Neustadt, um auch dort Arbeiter zu organisieren. Er arbeitete in der Lokomotivfabrik, dann in einer Gießerei in Leobersdorf, dann in einem Werk mit Martinsöfen und Walzwerk in Ternitz.
Als ein Bericht in der Gleichheit ihm zugeordnet werden konnte, wurde er ebendort für die dreckigsten Arbeiten eingesetzt, und Ofenböck kündigte von selbst. Nun auf eine sogenannte schwarze Liste gesetzt, fand Ofenböck keine Arbeit mehr. Nach Tätigkeiten als Nähmaschinenvertreter und Versicherungsagent erlernte Ofenböck Maschinschreiben und wurde bei Emanuel Berstl Kanzleigehilfe, später bis 1903 Kanzleileiter, und war dann bei Stern Sollizitator bis Ende April 1905.

## Religion und Familie
Ofenböck heiratete am 26. Februar 1900 Barbara Völkerer (14. November 1871–4. Mai 1951) in der röm.-kath. Hauptpfarre von Wiener Neustadt. Obwohl nicht mehr gläubig, wechselte er mit seiner Gattin am 11. September 1906 zum evangelischen Glauben. In den dreißiger Jahren wurde Ofenböck konfessionslos. In der Ehe entstanden drei Söhne und eine Tochter, welche bald nach der Geburt verstarb. Anton Ofenböck (1900–1966), der älteste Sohn, wurde Ingenieur, lebte in Erlach bei Wiener Neustadt, er kümmerte sich während der Haftzeit des Vaters stark um die Familie. Felix Ofenböck (1903–?) war Bibliothekar und Zeichner, Karl Ofenböck (1908–?) wollte Musiker werden, beide sind nicht aus dem Zweiten Weltkrieg zurückgekehrt.

## Politik
Zeitgleich mit Wien wurde am 12. November 1918 in Wiener Neustadt auf dem Hauptplatz vor an die 20.000 Bürgern von Bürgermeister Viktor Praschek und den Vizebürgermeistern Ofenböck und Rudolf Beier die Republik Österreich ausgerufen. Die Ansprache hielten für die Deutschnationalen Bürgermeister Praschek und Stadtrat Franz Bauer, für die Christlichsozialen Karl Prokopp und für die Sozialdemokraten Ofenböck und Josef Püchler. Am 29. November 1918 legte Viktor Praschek in der Gemeinderatssitzung das Bürgermeisteramt nieder und Ofenböck, Redakteur der Zeitschrift Gleichheit, wurde zum Nachfolger gewählt. Anton Ofenböck wurde Mitglied der interministeriellen Kommission für die Landnahme des Burgenlandes. Anton Ofenböck wurde Vorsitzender des Wahlkreisausschusses des Wahlkreises Wiener Neustadt, die Wahl zur provisorischen Nationalversammlung fand am 16. Februar 1919 statt, wo die Sozialdemokratische Partei neun von zwölf Mandaten erhielt. Von diesen waren Karl Renner, Smitka und Tomschik vorher schon im Reichsrat der Monarchie gewesen. Die Weiteren waren Danneberg, Paul Richter, Felix Stika, Paul Schlesinger, Eduard Schönfeld und Anton Ofenböck. Anton Ofenböck gab aber sein Nationalratsmandat (der Konstituierenden Nationalversammlung) nach der Wiederwahl zum Bürgermeister in Wiener Neustadt vom 4. Mai 1919 mit nun 34 von 50 Sitzen der Sozialdemokratie im Gemeinderat, und nachdem er Abgeordneter zum Niederösterreichischen Landtag geworden war (Gemeinsamer Landtag, Landtag von Niederösterreich-Land und I. Gesetzgebungsperiode), ab, wo dann Julia Rauscha in der Nationalrat nachrückte. Von 1921 bis 1926 war er Zweiter Präsident des Landtages.
Vom 1. Dezember 1920 bis zum 17. Februar 1934 war er auch Bundesrat (I., II., III. und IV. Gesetzgebungsperiode). Nach dem Krieg war er noch einmal vom 19. Dezember 1945 bis zum 5. November 1949 Bundesrat (V. Gesetzgebungsperiode).
Im Jahre 1920 konnte er die Waldschule für die unterernährten Kinder der Stadt eröffnen, wobei der Vizebürgermeister und Lokomotivführer Josef Püchler die notwendigen Baracken und die Erschließung der Schule mit einer Feldbahn organisierte. Mit der Gemeinderätin Marie Hautmann wurde 1921 in der ehemaligen Fliegerkaserne Wiener Neustadt ein Kindergarten, eine Kinderkrippe und 1926 eine Kindergärtnerinnenbildungsanstalt mit Öffentlichkeitsrecht begonnen.
Ofenböck setzte sich beim Aufmarsch der Heimwehr und des Schutzbundes in Wiener Neustadt zum 7. Oktober 1928 für ein Verbot beider Aufmärsche ein und setzte sich politisch damit nicht durch. Für den 6. und 7. Oktober 1928 erließ er als Bürgermeister ein Alkoholverbot für das Stadtgebiet.